# Hoàng Minh Tường
Hoàng Minh Tường là một trong những nhà văn hiện đại của Việt Nam, tác giả cuốn Thời của thánh thần vừa phát hành đã bị thu hồi.

## Tiểu sử
Ông sinh năm 1948. Quê gốc ông ở thôn Động Phí, xã Phương Tú, huyện Ứng Hòa, tỉnh Hà Tây (nay là Hà Nội). Hoàng Minh Tường vốn xuất thân không liên quan đến văn chương. Ông tốt nghiệp đại học với bằng cử nhân chuyên ngành địa lý.
Hoàng Minh Tường từng trải qua các nghề dạy học, viết báo và viết văn.
Yêu thích văn chương từ thời học phổ thông (cấp II, III Ứng Hòa), nhưng do lý lịch gia đình, năm 1966 Hoàng Minh Tường được gọi vào nhập học khoa Địa lý, Đại học Sư phạm Hà Nội, một khoa được cho là kém quan trọng nhất trong trường sư phạm.
Năm 1970, tốt nghiệp hạng ưu, ông được cử lên công tác tại Sở Giáo dục, khu Tự trị Việt Bắc (gồm sáu tỉnh Cao Bằng, Hà Giang, Lạng Sơn, Tuyên Quang, Bắc Cạn, Thái Nguyên).
Năm 1973, ông viết cuốn tiểu thuyết đầu tay "Đầu Sông" (NXB Lao Động, 1981), kể về người thầy giáo từ miền xuôi lên miền núi dạy học, được giải thưởng cuộc thi viết về "Thầy giáo và nhà trường" do Bộ Giáo dục tổ chức. Đây cũng là cơ duyên để sau đó, năm 1976, khi Khu tự trị Việt Bắc bị giải thể, ông được chuyển về làm báo Người Giáo viên Nhân dân (thuộc Bộ Giáo dục), bắt đầu cuộc đời làm báo kéo dài gần ba mươi năm.
Năm 1988, nhà văn Nguyên Ngọc khi về làm Tổng biên tập báo Văn Nghệ đã mời ông (cùng nhà văn Trần Huy Quang ở báo Tổ Quốc) chuyển về Ban văn xuôi tại báo Văn Nghệ, góp phần đưa trang văn xuôi báo Văn Nghệ qua hai đời Tổng Biên tập Nguyên Ngọc, và sau đó là nhà thơ Hữu Thỉnh thời kỳ đầu, khởi sắc. Tiếp đó, Hoàng Minh Tường phụ trách Trưởng ban văn xuôi báo Văn Nghệ, rồi chuyển sang làm quyền Tổng biên tập báo Du Lịch (thuộc Tổng cục Du Lịch), quyền Tổng biên tập tạp chí Thủy sản (thuộc Bộ Thủy sản).
Thời gian này, năm 1996, tiểu thuyết "Thủy Hỏa Đạo Tặc", viết từ năm 1982, với tựa đề "Vùng gió quẩn", sau 15 năm chìm nổi, đi suốt bốn nhà xuất bản, mới được nhà xuất bản Văn học in ra; và ngay sau đó được Giải thưởng Hội Nhà văn Việt Nam.
Năm 2000, ông viết tập hai "Đồng sau bão", sau này in chung với tập 1 Thủy Hỏa Đạo Tặc, lấy tên là "Gia phả của đất" (tiểu thuyết đã được chuyển thể thành phim truyền hình 38 tập, "Gia phả của đất", công chiếu trên VTV1 vào năm 2016).
Năm 2011, Hoàng Minh Tường nghỉ hưu trí tại Hội Nhà văn Việt Nam, với chức danh Phó ban sáng tác Hội nhà văn Việt Nam.
Năm 2014, ông ghi tên vào danh sách Ban vận động thành lập Văn đoàn độc lập Việt Nam, một tổ chức các nhà văn độc lập được tự do sáng tác phục vụ Tổ quốc và Nhân dân. Ngay sau đó tổ chức này bị truy bức, nhiều thành viên phải xin rút, hoặc im lặng.
Năm 2014, tiểu thuyết "Nguyên Khí" của ông sắp vào nhà in (NXB Tri Thức) thì bị dừng lại, không rõ lý do. Sau đó Nguyên Khí được in ở Califorrnia, Hoa Kỳ. Năm 2019, NXB Hội Nhà văn tái bản với tên "Thảm kịch vĩ nhân", sau khi biên tập cắt 16 trang.
Hai cuốn tiểu thuyết tiếp theo: "Những Mảnh Rồng" (NXB Vinpen, 2016) và "Thế lực thù địch" (NXB La Fremillerie, 2020) của ông đều in ở Đức và Pháp.

## Sự nghiệp văn chương
Hoàng Minh Tường là một cây bút rất nghiêm túc, ông có một khối lượng các tác phẩm văn chương khá phong phú:

### Tiểu thuyết
- Đồng chiêm, Nhà xuất bản Thanh niên (1979)
- Đầu sông (1981)
- Những ngả đường, Nhà xuất bản Công an nhân dân (1986)
- Gặp lại dòng sông, Nhà xuất bản Lao động (1986)
- Những người ở khác cung đường, Nhà xuất bản Giao thông vận tải (1988)
- Con hoang (1989)
- Người đẹp trong khách sạn (1990)
- Giá như được yêu một người (1994)
- Thủy hỏa đạo tặc, Nhà xuất bản Văn học (1996)
- Đen và béo, Nhà xuất bản Kim Đồng (1997)
- Đồng sau bão, Nhà xuất bản Văn học (2000)
- Ngư phủ, Nhà xuất bản Công an nhân dân (2005)
- Thời của thánh thần, Nhà xuất bản Hội nhà văn (2008)
- Gia phả của đất (Tập 1: Thủy Hỏa Đạo Tặc, Tập 2: Đồng sau bão), Nhà xuất bản Thanh Niên (2002), Nhà xuất bản Phụ Nữ (2013)
- Nguyên khí, Nhà xuất bản Dân khí (2014)
- Những mảnh Rồng, Nhà xuất bản Vipen, Berlin, Đức (2018)
- Thảm kịch vĩ nhân, Nhà xuất bản Hội Nhà văn (2019)
- Thế lực thù địch, Les E'ditions de La Fre'millerie, Bordeaux, France (2020)
- Thời của Thánh Thần – Bản dịch tiếng Pháp: Le Temps Ge'nies Invincibles – Les E'ditions de La Fre'millerie, 2014.
- Thời của Thánh Thần – Bản dịch tiếng Hàn: Thi sỹ sang sông , NXB b Books, Seoul, 2015.
- Thời của Thánh Thần – Bản dịch tiếng Nhật: Tokyo Univercity of Foreign Press, 2016.
- Thời của Thánh Thần – Bản dịch tiếng Hán: Tập đoàn xuất bản Trung Quốc, Công ty xuất bản Sách Thế giới, Quảng Châu, 2016. (In 3000 bản. Bị thu hồi ngay khi phát hành, 2016.)

### Truyện ngắn
- Cưới lại, Nhà xuất bản Hà Nội (1992)
- Gã viết thuê, Nhà xuất bản Hội nhà văn (1999)
- Những mảnh đời khác nhau, Hoàng Minh Tường, Phạm Ngọc Chiểu, Nhà xuất bản Tác phẩm mới (1986)
- Những chuyện tình xưa cũ, Nhà xuất bản Hội nhà văn (2000)
- Nàng Êva mù, Nhà xuất bản Lao động (2005)
- Cá hóa Rồng (2006)
- Khoảng xanh non (2007)
- Ngôi nhà ma (2013)

### Bút ký, phóng sự
- Đa thê, Nhà xuất bản Lao động (1995)
- Nghìn lẻ một nàng dâu (2002)
- Thôn quê liệt truyện (2006)
- Chuyện một người thầy (2007)
- Bình minh đến sớm, Nhà xuất bản Kim Đồng (1986, 1990), Nhà xuất bản Trẻ (2000)
- Bạn văn ngoài vùng phủ sóng, Nhà xuất bản Hội nhà văn (2011)
- Từ Ba Tư đến Bắc Mỹ, Nhà xuất bản Hội Nhà văn (2019)

### In chung với tác giả khác
- Mùa xuân: Tập truyện ngắn/ Vũ Hạnh, Hồng Dương, Thế Long, Hoàng Minh Tường, Nhà xuất bản Phụ nữ (1977)

## Các giải thưởng
- Giải A Văn học Công nhân 1985–1990 với tác phẩm "Những người ở khác cung đường".
- Giải thưởng Hội nhà văn Việt Nam 1997 với tiểu thuyết "Thủy hỏa đạo tặc"
- Tặng thưởng văn học Thời kỳ đổi mới 1985–2010 cho 10 tiểu thuyết hay nhất về nông thôn – nông nghiệp do Hội NVVN và Bộ NN&PTNT trao tặng cho bộ tiểu thuyết Gia phả của đất (T1 Thủy hỏa đạo tặc, T2 Đồng sau bão) năm 2011.